# Manuel Vázquez Hueso
Vázquez  Hueso est un nom espagnol. Le premier nom de famille, en général paternel, est Vázquez ; le second, en général maternel, souvent omis, est Hueso.
Manuel Vázquez Hueso, né le 31 mars 1981 à Churriana, est un coureur cycliste espagnol. Professionnel de 2006 à avril 2010, il est suspendu deux ans entre avril 2010 et avril 2012. Il met un terme à sa carrière après cette suspension.

## Biographie
Manuel Vázquez Hueso commence sa carrière professionnelle en 2006 dans l'équipe Andalucía-Paul Versan. En 2007, il remporte le Tour de l'Alentejo au Portugal. Il court en 2008 pour Contentpolis-Murcia. Le 26 avril 2010, il est provisoirement suspendu par l'UCI en raison d'un contrôle positif à l'EPO. Le 14 janvier 2011, la Fédération espagnole de cyclisme le suspend pour deux ans, à compter du 26 avril 2010 et tous ses résultats obtenus après le 20 mars 2010 sont annulés.

## Palmarès

### Palmarès amateur
- 2003
  - 1re étape du Tour de León
- 2004
  - 4e étape du Tour de Galice
  - 3e du Tour de Carthagène
- 2005
  - 5e étape du Tour d'Estrémadure
  - 3e étape du Tour de Tenerife
  - 2e du Tour de Carthagène

### Palmarès professionnel
- 2006
  - 3e étape du Tour de La Rioja
- 2007
  - Tour de l'Alentejo :
    - Classement général
    - 1re étape
- 2008
  - 3e étape du Tour de la Communauté valencienne
  - 1re étape du Regio-Tour
  - 3e du Tour de la Communauté valencienne
  - 3e du Regio-Tour
- 2009
  - 3e du Tour de La Rioja
- 2010
  - 3e du Trofeo Inca

## Résultats sur les grands tours

### Tour d'Espagne
2 participations
- 2007 : 49e
- 2009 : 15e

## Classements mondiaux
| Année                  | 2006 | 2007 | 2008 | 2009 |
| ---------------------- | ---- | ---- | ---- | ---- |
| Calendrier mondial UCI |      |      |      | 140e |
| UCI Europe Tour        | 614e | 99e  | 24e  | 292e |